# Războiul Civil Angolez
Războiul Civil Angolez a început în Angola după sfârșitul războiului de independență împotriva Portugaliei, în 1975. Războiul a fost prin intermediari (țările rivale fiind SUA, URSS-ul, Iugoslavia, Cuba, Franța și Africa de Sud ș.a.) și s-a iscat între două facțiuni angoleze, foste mișcări anticoloniale de gherilă: comuniștii de la MPLA și anti-comuniștii UNITA. Războiul a durat 27 de ani, din noiembrie 1975 până în august 2002. 
Republica Socialistă a României, alături de alte țări cu orientare bolșevică din lume, a venit în ajutorul celor de la MPLA, dând sprijin logistic. Începând cu 1979, România a antrenat gherilele angoleze, până la 1981. La fiecare 3-4 luni, România a trimis două avioane în Angola, fiecare transportând 166 de recruți. Aceștia au fost duși înapoi în Angola după ce și-au încheiat pregătirea paramilitară. Pe lângă pregătirea de gherilă, România a instruit și tineri angolezi ca piloți. În 1979, sub comanda generalului-maior Aurel Niculescu, România a fondat o academie a forțelor aeriane în Angola. În această academie erau în jur de 100 de instructori români, cu aproximativ 500 de soldați români care păzeau baza, care a adăpostit 50 de avioane folosite pentru antrenarea piloților angolezi. Modelele de aeronave utilizate au fost: IAR 826, IAR 836, EL-29, MiG-15 și AN-24.   Școala Națională de Aviație Militară "Comandant Bula” din Angola a fost înființată la 11 februarie 1981, la Negage. Unitatea a instruit viitori piloți aerieni, ingineri și ofițeri de Stat Major al forțelor aeriene angoleze. Corpul didactic român a fost înlocuit treptat de angolezi. 